# 谢莉·桑迪
谢莉·桑迪（英語：Shelley Sandie，1969年1月22日—），旧姓戈尔曼（Gorman），澳大利亚女子篮球运动员。她曾代表澳大利亚国家队参加1988年、1996年和2000年夏季奥林匹克运动会篮球比赛，获得一枚银牌和一枚铜牌。